# Spil (leg)
 For alternative betydninger, se Spil. (Se også artikler, som begynder med Spil)
 Der er for få eller ingen kildehenvisninger i denne artikel, hvilket er et problem. Du kan hjælpe ved at angive troværdige kilder til de påstande, som fremføres i artiklen.

Et spil er en aktivitet hvor et antal deltagere frivilligt underkaster sig et sæt regler de agerer efter. Dette sker ofte pga. underholdnings effekten, men de seneste år er det blevet mere og mere almindeligt med konkurrencer inden for forskellige spil, hvilket for nogle gør det til et decideret arbejde.
I leg, i modsætning til andre former for spil, forhandles reglerne undervejs, og legen bliver – både hos dyr og mennesker – ledsaget af særlige legeattityder, overdrevent kropssprog, smilende ansigt, logrende (evt) hale, ledsaget af meta-bemærkninger i sin egen grammatiske tid (lege-datid) som f.eks: "Skal vi ikke sige at jeg var… og du var…“  Legens formål er ikke at finde en vinder, men at afprøve forskellige former for handling i et beskyttet "rum".
Spillet har ofte en underholdende karakter, men anvendes også i adfærdspsykologien til at studere menneskers adfærd. Spillet kan kræve kropslig udfoldelse (fodbold, badminton), være fysisk men kræve kun mental udfoldelse som brætspil og kortspil (skak, bridge) eller virtuelt (computerspil).
Igennem hele menneskets historie, har man spillet spil. Man har gjort det mest for at underholde sig selv. Men spil er også en form for selverkendelse, og en måde at lære børn og andre værdi i livet.
Spil kan spilles alene, men spilles oftest sammen med en eller flere andre spillere. Filosoffen David Kelley, skrev i Art of Reasoning, "definer spillet som en form for reaktion ud fra nogle givne regler, som beskriver et mål som man skal nå."
Der findes mange typer spil:

## Børnespil
Børnespil er spil, der henvender sig eller er designet til børn. Der er flere former for at lave spil: brætspil, computerspil osv. Fælles for alle spillene er, at de er til børn.

## Typer spil
- Action
- Adventure
- Boldspil
- Brætspil
- Computerspil
- Kasinospil
- Kortspil
- Kuglespil
- Puslespil
- Rollespil
- Skydespil
- Strategispil
- Terningspil